# اضطراری

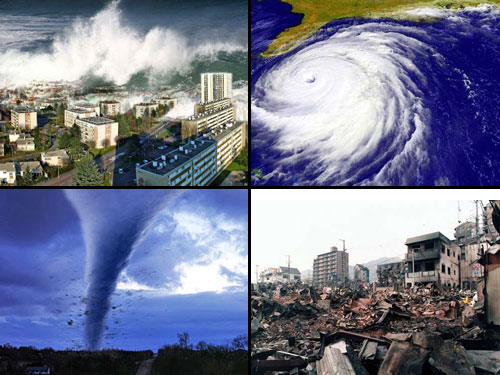
بلایای طبیعی

اضطراری یا فوریت یا اورژانس یک وضعیت است که سلامت، جان، مال، یا محیط زیست را در خطر فوری قرار می‌دهد. در اکثر مواقع اورژانس نیاز به مداخله فوری برای جلوگیری از بدتر شدن وضع دارد. اگر چه در برخی مواقع کاهش خطر ممکن است امکان‌پذیر نباشد و سازمان کمک‌رسان تنها ممکن است قادر به ارائه خدمات مراقبت تسکینی برای پس از واقعه باشد.